# Ilka Van de Vyver
Ilka Van de Vyver est une joueuse de volley-ball belge née le 26 janvier 1993 à Termonde. Elle mesure 1,80 m et joue au poste de passeuse. Elle totalise 151 sélections en équipe de Belgique.

## Clubs
| Club                        | De        | À         |
| --------------------------- | --------- | --------- |
| Asterix Kieldrecht          | 2009-2010 | 2011-2012 |
| Racing Club de Cannes       | 2012-2013 | 2014-2015 |
| Azzurra Volley San Casciano | 2015-2016 | 2015-2016 |
| OK Kamnik                   | fév 2016  | 2016-2017 |
| Rote Raben Vilsbiburg       | 2017-2018 | 2018-2019 |
| CSM Târgoviște              | 2019-2020 | …         |

## Palmarès

### Équipe nationale
- Ligue européenne
  - Finaliste : 2013.
- Championnat d'Europe des moins de 18 ans
  - Vainqueur : 2009.

### Clubs
- Championnat de Belgique
  - Vainqueur : 2010, 2011, 2012.
- Coupe de Belgique
  - Vainqueur : 2010, 2011.
  - Finaliste : 2012.
- Supercoupe de Belgique
  - Vainqueur : 2010.
  - Finaliste : 2011.
- Challenge Cup féminine
  - Finaliste : 2010.
- Championnat de France
  - Vainqueur : 2013, 2014, 2015.
- Coupe de France
  - Vainqueur : 2013, 2014.
  - Finaliste : 2015.
- Coupe de Slovénie
  - Finaliste :  2017.
- Championnat de Slovénie
  - Vainqueur : 2016.
  - Finaliste : 2017.

### Distinctions individuelles
- Championnat d'Europe féminin de volley-ball des moins de 18 ans 2009: Meilleure passeuse.